# مسييه 83
مسييه 83 أو م83 (بالإنجليزية: Messier 83) وتسمي طبقا للفهرس العام الجديد
NGC 5236 هي مجرة حلزونية ضلعية  متوسطة تبعد عن الأرض نحو 15 مليون سنة ضوئية، وتوجد في كوكبة الشجاع. وهي واحدة من أوضح المجرات الحلزونية القضيبية، ويمكن رؤيتها بالنظارة المقربة.
وقد شوهدت 6 مستعرات في مجرة مسييه 83 : SN 1923A و- SN 1945B و- SN 1950B و- SN 1957D و- SN 1968L و- SN 1983N.

## خصائصها
- بعدها عن الأرض 14.7 مليون سنة ضوئية، أو 4.5 فرسخ فلكي.
- قدر إضاءتها : 7.54 قدر ظاهري.
- حجمها : 12.9 دقيقة قوسية * 11,5 دقيقة قوسية.

في 16 يونيو 2008 أعلنت ناسا أن برنامح دراسة تطور المجرات قد أظهر وجود أعدادٍ كبيرة من النجوم في المحيط الخارجي للمجرة. وكان يعتقد في الماضي أن تلك المناطق تفتقد الغازات التي تتكون منها النجوم. وتوجد هنا صورة حديثة للمجرة مسييه 83 ننشرها بتصريح من الوكالة الأوروبية للفضاءESO.
 نسخة محفوظة 4 مارس 2016 على موقع واي باك مشين.

## مجرات أخرى قريبة منها
توجد M83 في وسط أحد مجوعتين من المجرات داخل مجموعة مجموعة قنطورس (أ/م83)، وهي مجموعة مجرات . توجد المجرة قنطورس أ في وسط المجموعة الثانوية الأخرى. وأحيانا تعتبر البعض أنهما في مجموعة واحدة. وأحيانا ينظر إليهما على أنهما مجموعتين.
ولكن المجرات حول قنطورس أ والمجرات حول إم83 تهتبر قريبة من بعضها البعض، وكلا من المجموعتين الثانويتين لا تبدو أنها تتحرك في اتجاه المجموعة الأخرى .

## مزيد من الصور

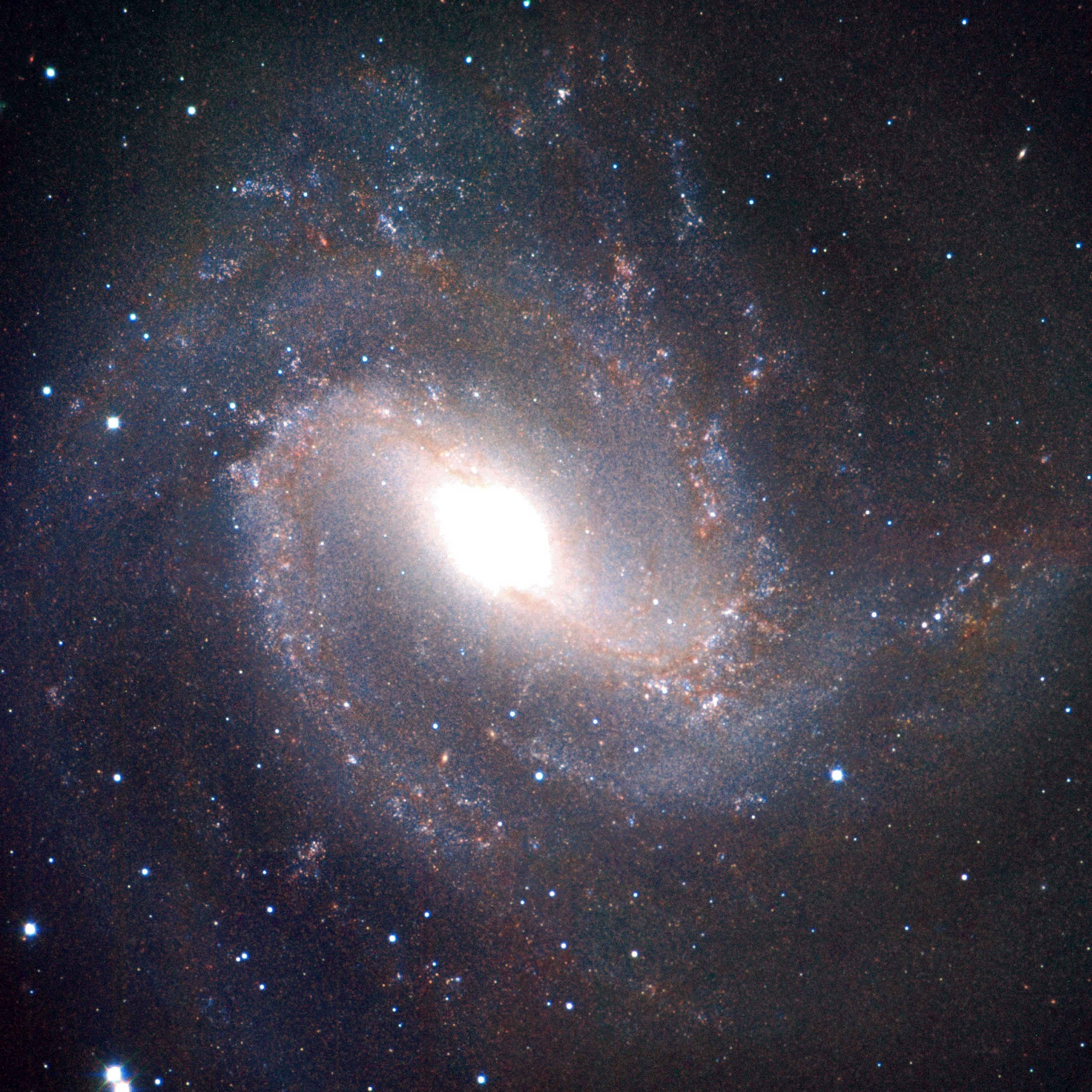
An المرصد الأوروبي الجنوبي : صورة Messier 83.
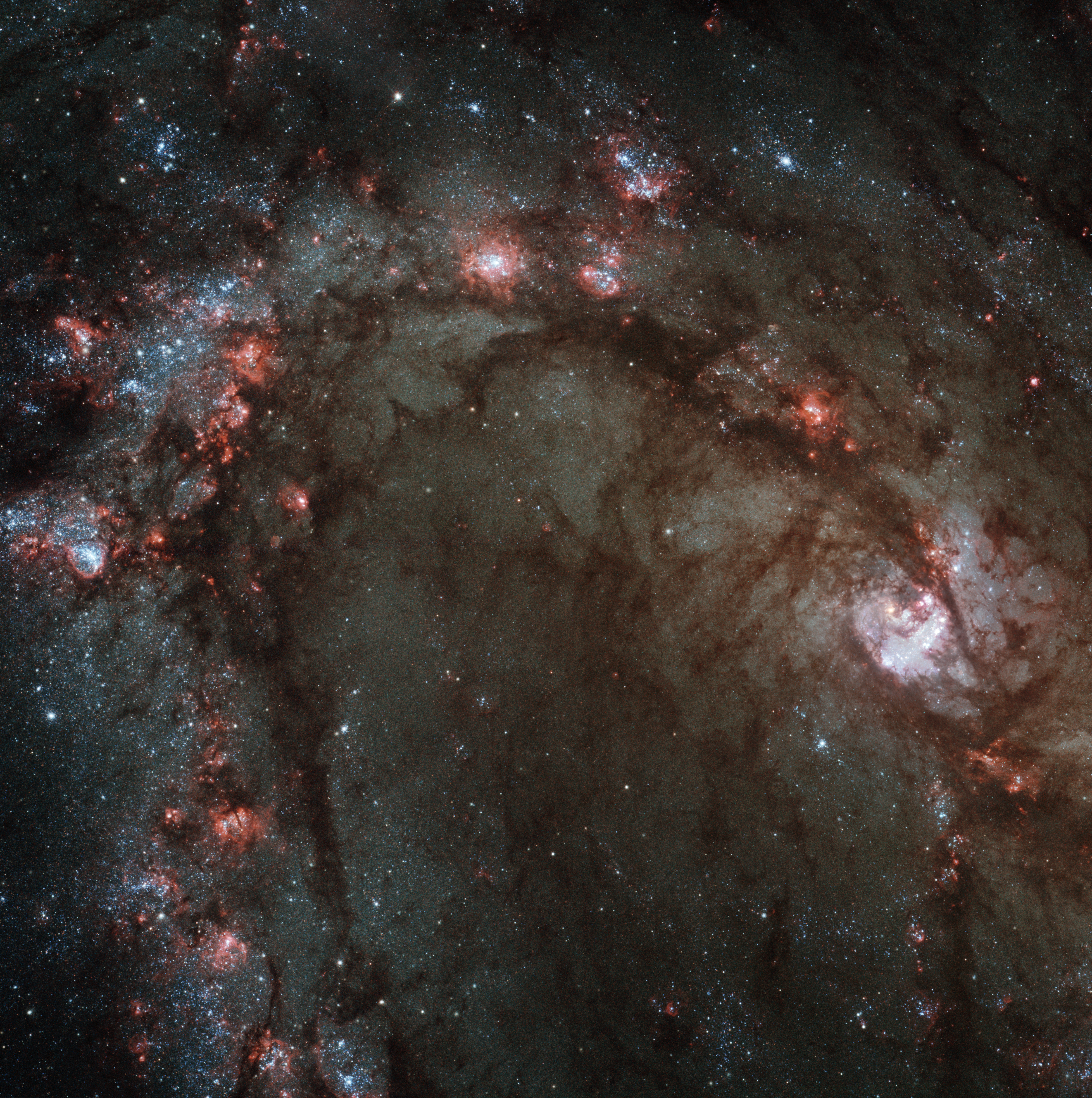
جزء من M83 صوره تلسكوب هابل الفضائي
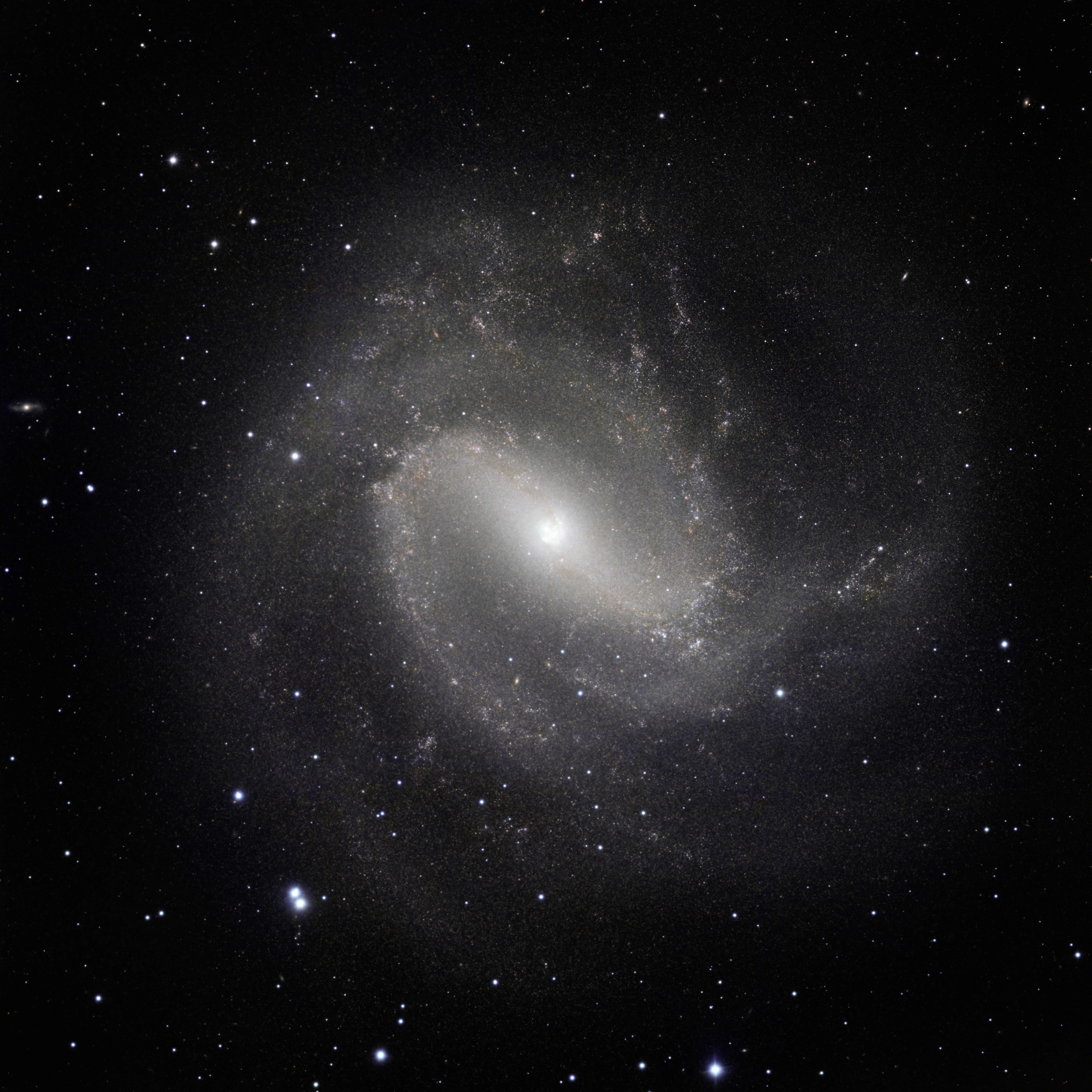
صورة الأشعة تحت الحمراءالصادرة من مسييه 83 بواسطة المقاريب العظيمة ؛ معارة من: ESO/M. Gieles.
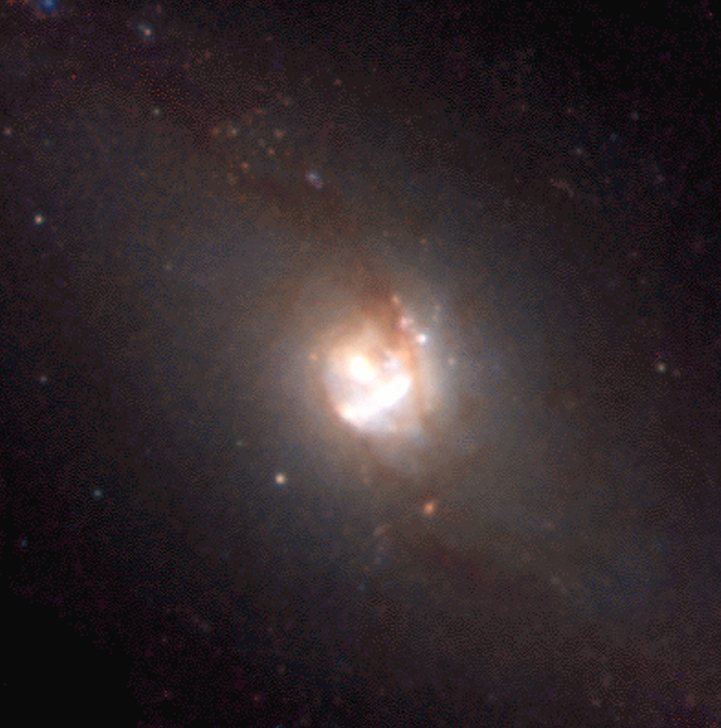
صورة الأشعة تحت الحمراء لـ Spiral Galaxy Messier 83. معارة من: ESO
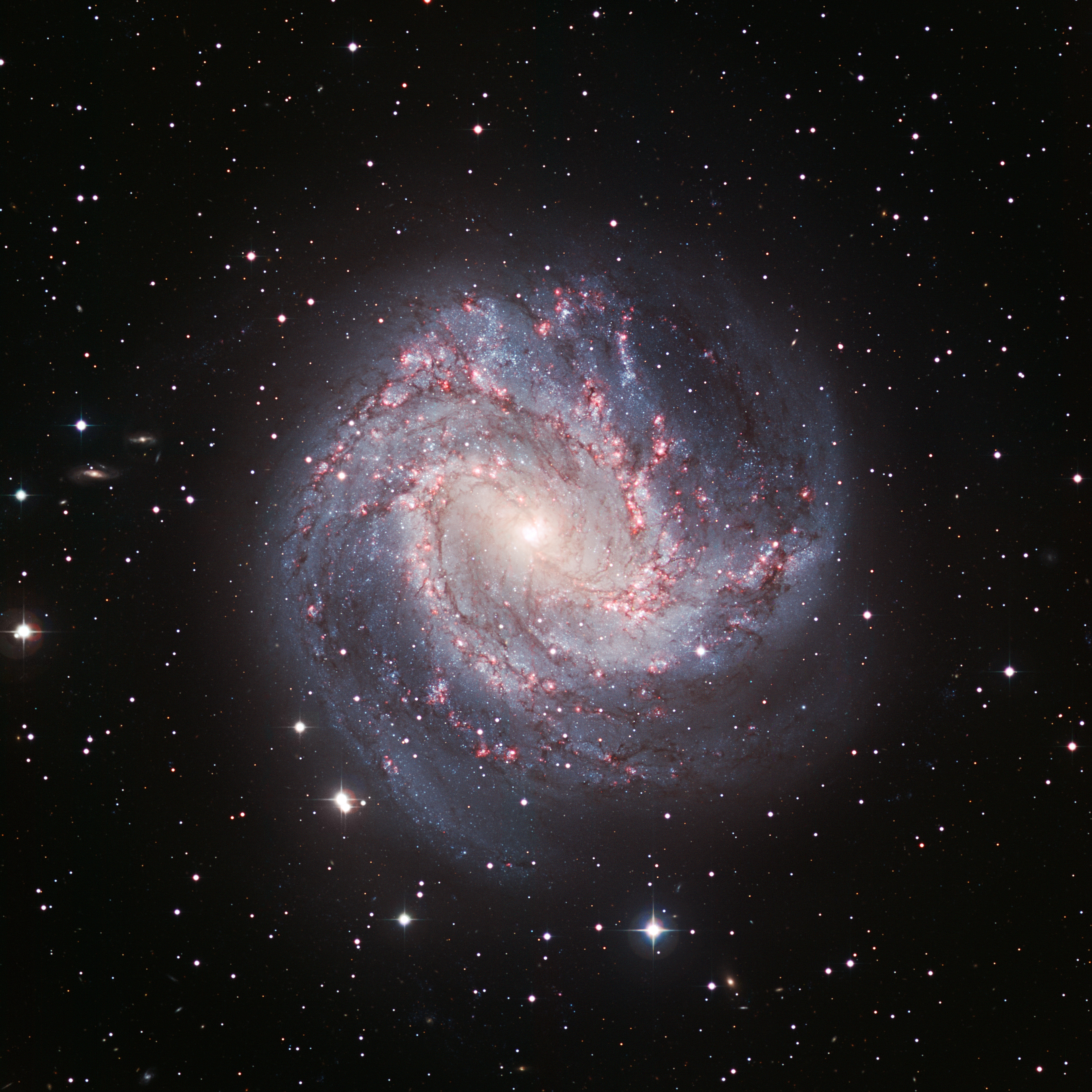
Spiral Galaxy Messier 83. Credit: ESO
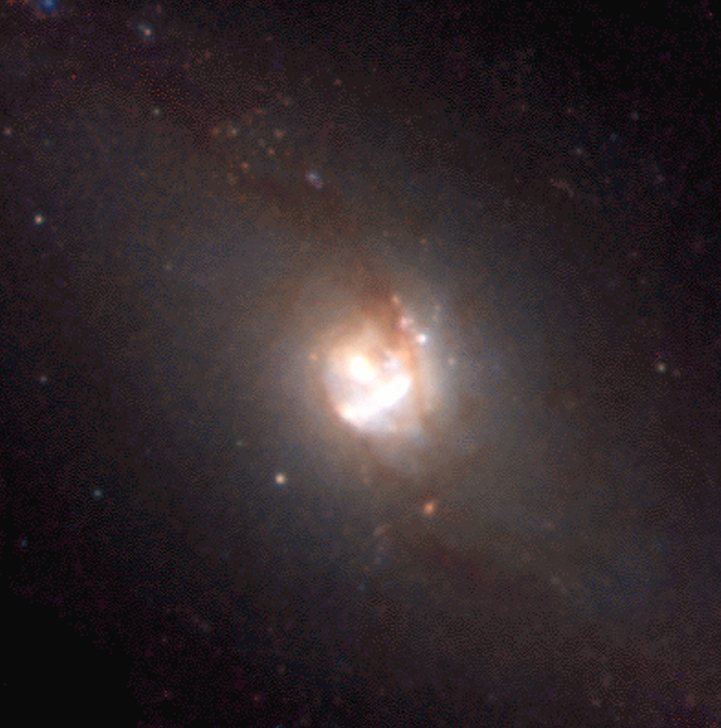
صورة للمجرة مسييه 83 للأشعة تحت الحمراء (تبين المناطق الساخنة والغبار)، معارة من ESO.
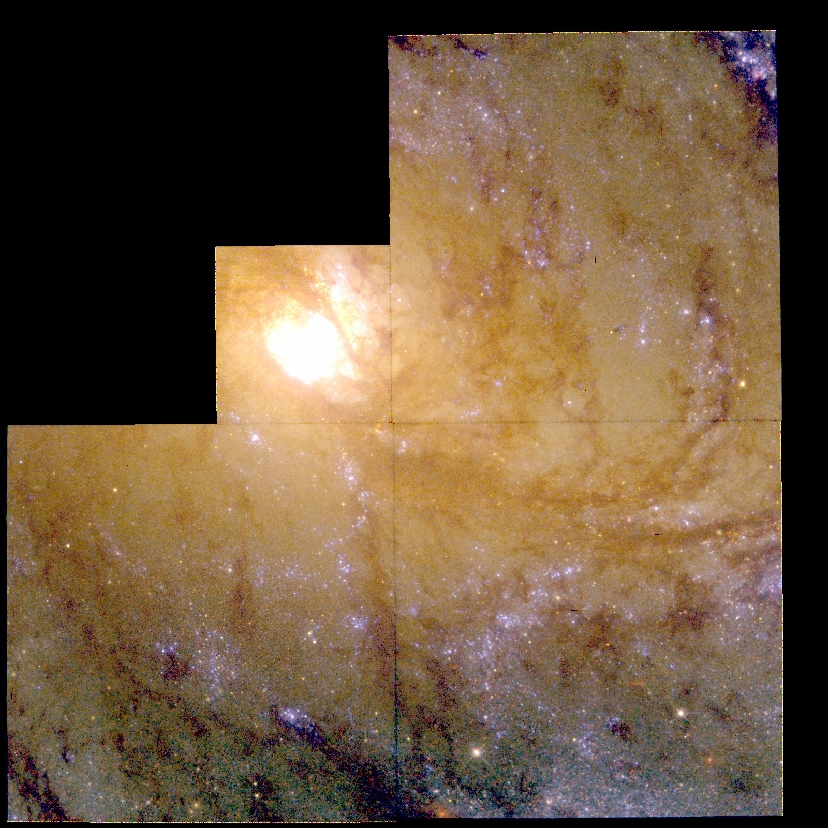
تفاصيل المركز للمجرة M83.

## اقرأ أيضًا
- نجم
- مجرة
- قزم أبيض
- عملاق أحمر
- الانفجار العظيم
- خط زمني للانفجار العظيم
- نجم نيوتروني
- ثقب أسود